# Alan Berg
Alan Berg (* 1. Januar 1934 in Chicago, Illinois; † 18. Juni 1984 in Denver, Colorado) war ein US-amerikanischer Anwalt und Radiomoderator. Berg war für seine liberalen Ansichten und für seinen konfrontativen Interviewstil bekannt.
Am 18. Juni 1984 wurde Berg in der Einfahrt seines Hauses in Denver von Mitgliedern der rechtsextremen Terrorgruppe The Order erschossen.

## Leben

### Kindheit und Jugend
Alan Berg wuchs in Chicago in einer jüdischen Familie auf. Er besuchte die University of Colorado Denver und wechselte anschließend an die University of Denver. Mit 22 Jahren war Berg einer der jüngsten, die das Examen der Rechtsanwaltskammer von Illinois („Illinois State Bar Association“) bestanden. Er begann in Chicago als Strafverteidiger zu arbeiten, doch erlitt er eine Reihe epileptischer Anfälle und wurde danach zum Alkoholiker. Seine damalige Frau Judith Lee Berg (geborene Halpern) überredete ihn, seine Anwaltskanzlei aufzugeben und Hilfe zu suchen. Die beiden zogen nach Denver und Berg unterzog sich einem Opioidentzug. Obwohl er seine Behandlung erfolgreich abschloss, litt er weiter unter Anfällen. Es wurde schließlich ein Gehirntumor festgestellt, der operativ entfernt wurde. Alan Berg trug fortan einen Pony, um die Operationsnarben zu verdecken.

### Karriere als Radiomoderator
Alan Berg arbeitete zunächst als Schuhverkäufer und eröffnete später ein Kleidungsgeschäft in Denver. Dort lernte er den KGMC-AM-Moderator Laurence Gross kennen. Gross, dem Bergs Art gefiel, ließ ihn mehrfach in seiner Show auftreten. Als Gross KGMC Richtung San Diego, Kalifornien verließ, sorgte er dafür, dass Berg sein Nachfolger wurde.
KGMC änderte später seinen Namen zu KWBZ. Berg verließ die Station und arbeitete für den Konkurrenzsender KHOW. Dort wurde er jedoch entlassen und kehrte zurück zu KWBZ, die sich kurz darauf als reiner Musiksender etablierten. Der nun arbeitslose Berg wurde von KTOK in Oklahoma City, Oklahoma und Detroit, Michigan umworben. Er wurde schließlich jedoch von KOA (AM) unter Vertrag genommen, debütierte am 23. Februar 1981 und blieb dort bis zu seinem Tod.
Seine Sendungen wurden in mehr als 30 US-Bundesstaaten empfangen. Berg, der liberale gesellschaftliche und politische Ansichten vertrat, war bekannt dafür, Anrufer so lange zu verärgern, bis diese wütend wurden. Berg fing dann an, diese zu beschimpfen.
Am 5. März 1982 versuchte Berg ein Telefoninterview mit Ellen Kaplan zu führen, einer kurz zuvor wegen eines Streits mit dem Ehepaar Kissinger öffentlich bekannt gewordenen Anhängerin der Bewegung von Lyndon LaRouche. Am 7. Februar 1982 hatte Kaplan am Flughafen Newark den Politiker Henry Kissinger erkannt und diesen mit einer beleidigenden Frage provoziert. Kissinger war auf dem Weg nach Boston, um sich dort einer Bypass-Operation zu unterziehen. Seine Frau Nancy Kissinger griff Kaplan darauf tätlich an und berührte sie am Hals, ohne sie zu ernsthaft zu verletzen. Während seiner Sendung rief Berg Kaplan an, stellte sie als „widerwärtige Person“ vor und lobte Nancy Kissingers Angriff auf sie. Nachdem Kaplan bereits nach kurzer Zeit auflegte, fuhr Berg während der restlichen Sendung fort, sie zu beleidigen und lächerlich zu machen. Danach erhielt KOA Beschwerden seiner Hörer und von Kaplans Freund. Die Anwälte von General Electric, dem Besitzer des Senders, rieten dem Sender zu Maßnahmen und so wurde Berg für einige Tage suspendiert. Mit Wiederaufnahme seiner Sendungen mäßigte Berg seinen Stil etwas.

### Tod
Am 18. Juni 1984 um 21:30 Uhr kehrte Alan Berg von einem Essen mit seiner Exfrau Judith zurück zu seinem Anwesen in der Adam Street. Als Berg aus seinem VW Käfer ausstieg, wurde auf ihn geschossen. Berg wurde zwölf Mal von einer Ingram MAC-10 getroffen, die illegal zu einer automatischen Schusswaffe umgebaut worden war. Die Waffe wurde später von einem Hostage Rescue Team des FBI in der Wohnung eines Mitglieds von The Order sichergestellt.
Vier Mitglieder von The Order wurden schließlich festgenommen und von der Bundesregierung angeklagt: Jean Craig, David Eden Lane, Bruce Pierce und Richard Scutari. Nur Lane und Pierce wurden verurteilt, beide jedoch nicht wegen Mordes, sondern wegen Schmuggels, Verschwörung und der Verletzung von Alan Bergs Bürgerrechten. Diese etwas ungewöhnliche Anklageerhebung hatte vor allem praktische und formaljuristische Gründe. Sie resultierte daraus, dass die Klageerhebung aufgrund eines Mordes Angelegenheit des Bundesstaats gewesen wäre, nur letztere Anklagepunkte jedoch auf Regierungsebene legitim waren. Beide Täter erhielten hohe Strafen. Lane wurde zu 190 Jahren, Pierce zu 252 Jahren Haft verurteilt. Beide starben im Gefängnis.
Beim Prozess gegen Mitglieder von The Order wurde Denver Parmenter, ein Gründungsmitglied der Gruppe, nach dem Grund für Bergs Erschießung gefragt. Er antwortete, dass Berg allgemein als anti-weiß galt und jüdisch war. Berg wurde auf einem jüdischen Friedhof in Forest Park, Illinois bestattet.

## Mediale Aufbereitung
Alan Bergs Leben und seine Ermordung wurde im Buch Talked to Death: The Life and Murder of Alan Berg von Stephen Singular beleuchtet. Steven Dietz verwendete die Ermordung als Inspiration für sein Theaterstück God’s Country (1988), welche wiederum Grundlage für die Filme Verraten und Talk Radio (beide 1988) waren. 1999 wurde der Film The Order – Kameradschaft des Terrors über die Gruppe The Order gedreht.